# Трибрахий
Трибра́хий (греч. τρίβραχυς от греч. τρι-, в сложных словах — три и греч. βραχύς — короткий) — трёхсложный стихотворный размер.
В античной квантитативной метрике — метр, стопа которого состоит из трёх кратких слогов. Употреблялся как вариация равнодольных с ней стоп ямба или хорея. Трибрахий образуется при разделения долгого слога в ямбе на два кратких и имеет ритмическое ударение на втором кратком (UÚU). В хорее образуется при разделении долгого слога на два кратких и имеет ритмическое ударение на первом кратком (ÚUU). 
В русской силлабо-тонической метрике трибрахием называют пропуск ударения в трёхсложных размерах (дактиль, амфибрахий, анапест), чаще всего – на первой стопе дактиля. 
Первое дело у деда —

Потолковать с мужиком.— Н. А. Некрасов, «Дедушка»
В середине стиха трибрахий стал широко употребляться позднее (Б. Пастернак, Н. Асеев и др.).
Слезы людские, о слезы людские,

Льетесь вы ранней и поздней порой...

Льетесь безвестные, льетесь незримые,

Неистощимые, неисчислимые...— Ф. И. Тютчев, «Слёзы людские, о слёзы людские»